# NGC 2423-3
NGC 2423-3 — красный гигант спектрального класса М3, расположенный в созвездии Корма на расстоянии примерно 2498 световых лет от Земли. NGC 2423-3 входит в состав рассеянного звёздного скопления NGC 2423. Звезда имеет видимую звёздную величину +9m, и её нельзя увидеть невооружённым глазом. Масса звезды превышает солнечную в 2,4 раза. В 2007 году на орбите звезды был обнаружен планетарный компаньон.

## Планетная система
NGC 2423-3 b — массивный газовый гигант или лёгкий коричневый карлик с массой, превышающей массу Юпитера в 10,6 раз. Объект обращается на среднем расстоянии 2,1 а.е. от родительской звезды и совершает полный оборот за 1,956 земных года. Орбита планеты имеет эллиптическую форму (эксцентриситет 0,21) и напоминает орбиту Меркурия в нашей Солнечной системе.
Планета была открыта методом доплеровской спектроскопии в июле 2007 года.